# Loïs Habert
Pour les articles homonymes, voir Habert.
Loïs Habert, né le 18 novembre 1983 à Valence (Drôme), est un biathlète français, actif de 2003 à 2012. 

## Biographie
Au cours de sa carrière (103 départs en Coupe du monde), il est notamment monté sur un podium (3e) en Coupe du monde à Hochfilzen lors de la saison 2010-2011 avec le relais français aux côtés de Vincent Jay, Jean-Guillaume Béatrix et Martin Fourcade. Il s'agit de son unique podium en coupe du monde. Il obtient aussi son unique top dix dans la Coupe du monde cet hiver au sprint d'Oberhof.
Il a fait de nombreux podiums en IBU Cup (sept deuxièmes places, quatre troisièmes places ).
En 2005/2006, il vice-champion d'Europe en individuel, vainqueur du classement individuel de la Coupe d'Europe, 2e du classement général de la Coupe d'Europe
Il entraîne actuellement le comité du Dauphiné de biathlon et commente au côté de Francois Schlotterer, les Coupes du monde ou les Championnats du monde de biathlon sur Eurosport.

## Vie privée
Il est marié à Marie Dorin-Habert, également biathlète française médaillée olympique en 2010 à Vancouver. Ils ont deux filles : Adèle née en 2014 et Evie née en janvier 2019.

## Palmarès

### Championnats du monde
Loïs Habert a disputé trois éditions des Championnats du monde entre 2007 et 2011. Son meilleur résultat est une 7e place en relais mixte aux Mondiaux 2008 à Östersund. Son meilleur résultat individuel est une 22e place lors de l'individuel aux Mondiaux 2007 de Antholz.
| Épreuve / Édition             | Individuel | Sprint | Poursuite | Départ en masse | Relais   | Relais |
| Épreuve / Édition             | Individuel | Sprint | Poursuite | Départ en masse | masculin | mixte  |
| ----------------------------- | ---------- | ------ | --------- | --------------- | -------- | ------ |
| Mondiaux 2007 Antholz         | 22e        |        |           |                 | 10e      |        |
| Mondiaux 2008 Östersund       | 32e        | 27e    | 45e       |                 |          | 7e     |
| Mondiaux 2011 Khanty-Mansiïsk |            | 75e    |           |                 |          |        |

### Coupe du monde
- Meilleur classement général : 42e en 2011.
- 1 podium[Note 1] :
  - 1 podium en relais : 1 troisième place.

#### Différents classements en Coupe du monde
| Année     | Classement général final | Sprint | Poursuite | Individuel | Mass start |
| 2006-2007 | 56e                      | 65e    | 59e       | 33e        | -          |
| 2007-2008 | 55e                      | 51e    | -         | 33e        | -          |
| 2008-2009 | 87e                      | 93e    | 81e       | 65e        | -          |
| 2009-2010 | 109e                     | -      | -         | 75e        | -          |
| 2010-2011 | 42e                      | 36e    | 45e       | 41e        | 34e        |
| 2011-2012 | 94e                      | 96e    | 83e       | 62e        | -          |

### Championnats du monde junior
Loïs Habert a participé à trois éditions des Championnats du monde junior. Il n'y a remporté aucune médaille, son meilleur résultat y étant une 4e place en relais en 2004.
| Épreuve / Édition             | Individuel | Sprint                           | Poursuite                        | Relais |
| ----------------------------- | ---------- | -------------------------------- | -------------------------------- | ------ |
| Mondiaux 2002 Ridanna         | 19e        | 19e                              | 32e                              | 8e     |
| Mondiaux 2003 Koscielisko     | 14e        | 19e                              | Abandon                          | 12e    |
| Mondiaux 2004 Haute-Maurienne | 25e        | Épreuve inexistante à cette date | Épreuve inexistante à cette date | 4e     |